# Arkimedes princip

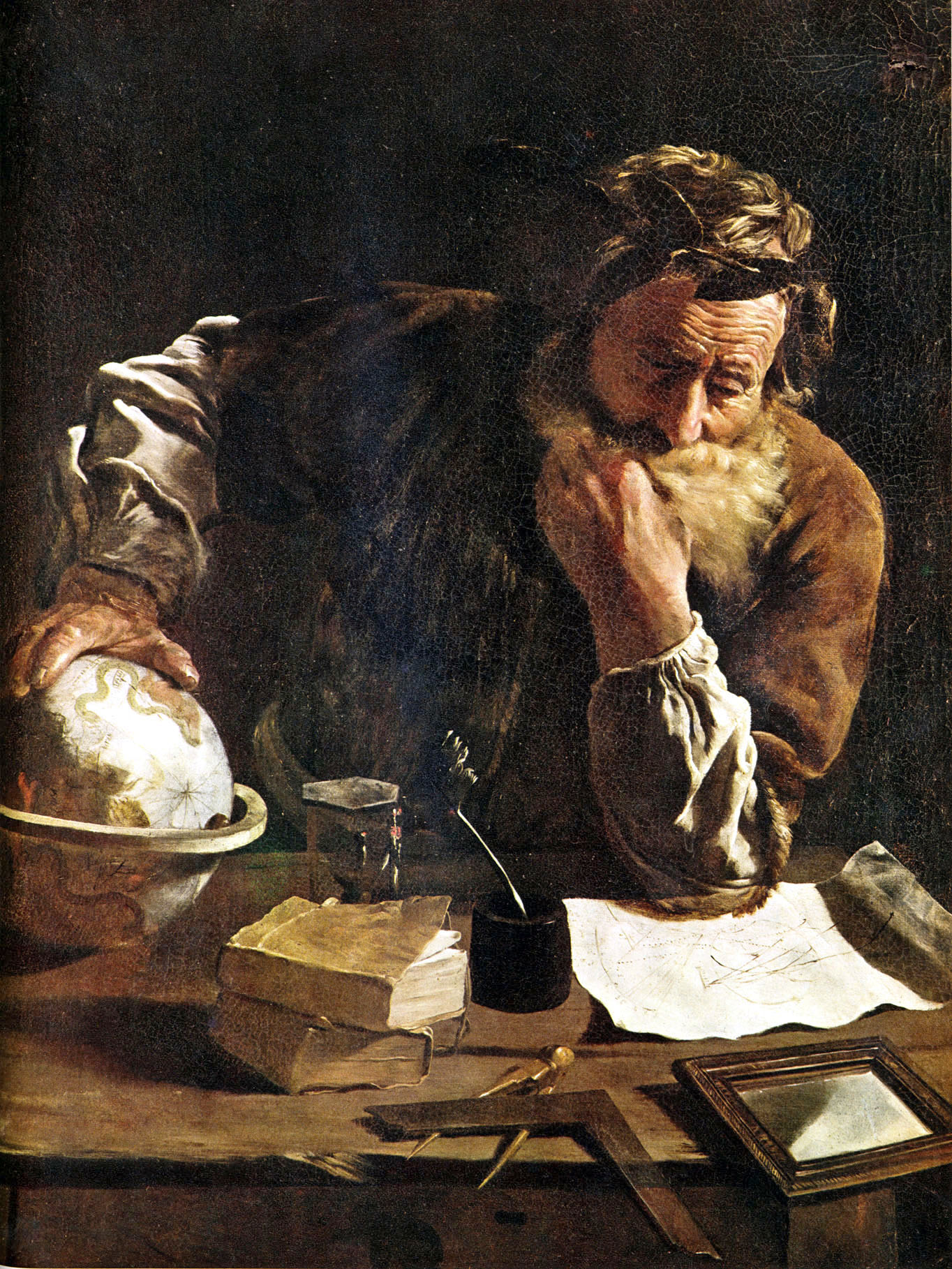
Arkimedes på en målning av Domenico Fetti, 1620. Målningen finns på Alte Meister Museum i Dresden, Tyskland.

Arkimedes princip beskriver den kraft som påverkar ett föremål vilket sänks ned i en vätska. Principen formulerades av Arkimedes.

## Innebörden av Arkimedes princip
Arkimedes princip säger att "ett föremål nedsänkt i vätska påverkas av en uppåtriktad kraft, som är lika stor som tyngden av den undanträngda vätskan". Lyftkraftens storlek, F, är alltså proportionell mot volymen, V, av den del av föremålet som är nedsänkt i vätskan genom sambandet {\displaystyle F=\rho Vg}, där {\displaystyle \rho } är vätskans densitet och {\displaystyle g} är jordens tyngdacceleration. Därmed är {\displaystyle \rho V} den undanträngda massan.
Den faktiska lyftkraften kommer ifrån tryckskillnader i vätskan. En vätskas tryck ges av {\displaystyle p=\rho hg,} där {\displaystyle h} är höjdskillnaden mellan den höjd som trycket mäts och referenspunkten (där trycket är satt till noll). Ju längre ned du kommer, desto högre blir trycket. Trycket underifrån ett föremål lagt i vatten är därför högre än trycket ovanifrån, vilket resulterar i en nettokraft riktad uppåt.
Om föremålet har lägre densitet än vätskan, blir lyftkraften så stor att föremålet flyter. Har det större densitet än vätskan, till exempel järn i vatten, kan det fås att flyta om formen anpassas så att föremålet exempelvis förvarar luft under omgärdande vätskeyta. I detta fall blir densiteten av "föremålet" som tränger undan vätskan ett medelvärde av järnets och luftens; medeldensiteten för föremålet blir lägre än vätskans densitet.
Observera dock att Arkimedes princip gäller även i andra media än vätskor. Sålunda påverkas varje föremål som befinner sig i luft av en lyftkraft, om än liten. Också här gäller regeln att ju större föremålets volym är, desto större är lyftkraften (jmf luftballong). Därför har i en normal situation en klump bly en (marginellt) större nettotyngd än en mängd bomull med samma massa, det vill säga att nettokraften för en blyklump är större än för en hög bomull med samma massa. Detta beror på att bomullen tränger undan mer luft än vad blyklumpen gör.